# Eorin sinbu
Eorin sinbu (어린 신부?, 어린 新婦?, Ŏrin sinbuMR), noto anche con il titolo internazionale My Little Bride, è un film del 2004 diretto da Kim Ho-jun.

## Trama
Per adempiere a una promessa fatta in tempo di guerra, il nonno della sedicenne Bo-eun obbliga la nipote a sposare un uomo di sei anni più grande, Sang-min. Se il ragazzo ama Bo-eun, al contrario la giovane non prova nulla; con il passare del tempo, si accorge però di ricambiare i sentimenti del marito.